# دانيال ساكهايم
دانيال ساكهايم (بالإنجليزية: Daniel Sackheim)‏‏ (القرن 20 في الولايات المتحدة - ) منتج تلفزيوني، ومخرج أفلام، وكاتب سيناريو، ومنتج أفلام من الولايات المتحدة.

## الجوائز
- جائزة إيمي

## روابط خارجية
- دانيال ساكهايم على موقع IMDb (الإنجليزية)
- دانيال ساكهايم على موقع ألو سيني (الفرنسية)
- دانيال ساكهايم على موقع أول موفي (الإنجليزية)
- دانيال ساكهايم على موقع قاعدة بيانات الأفلام السويدية (السويدية)
- دانيال ساكهايم على موقع قاعدة بيانات الفيلم (الإنجليزية)
- دانيال ساكهايم على موقع كينوبويسك (الروسية)